# Annualità
Il principio di annualità è noto in particolare dalle funzioni pubbliche elettive nella Roma antica. L'ufficio del console era limitato alla durata prefissata di un anno, così anche altre funzioni, il potere straordinario del dictator era limitato a sei mesi.
Il principio limita i rischi legati al potere individuale del singolo funzionario; oggi è universalmente noto, in particolare nelle democrazie occidentali, anche se con periodi solitamente più lunghi; l'ufficio del Presidente della Confederazione Elvetica, Primus inter pares del Governo svizzero, dura un anno.